# Hochschloßweiher
Der Hochschloßweiher ist ein vermutlich zum Hochschloss Pähl zugehöriges künstliches Gewässer in der deutschen Gemeinde Pähl.